# BS닛폰

주식회사 BS닛폰은 니혼TV·NNN계열 BS위탁방송 사업자이다.채널 명칭은 「BS닛테레」.

## 연혁
- 1998년 12월 2일 - 주식회사 BS닛폰(ビーエス日本)설립.
- 2000년 12월 1일 - 오전 11시부터 본방송 개시.
- 2004년(헤세이 16년)6월 23일 - 상호를 주식회사 BS닛폰(BS日本)으로 변경.
- 2005년(헤세이 17년)9월 30일 - 라디오 방송 종료.
- 2006년(헤세이 18년)1월 30일 - 풀 스펙(화소수 1920×1080)·하이비전 방송을 개시.(동사에서는 「풀 하이비전 방송은 BS디지털에서는 처음」이라고 주장 하고 있지만, 실제로는 그 이전 NHK 디지털 위성 하이비전, WOWOW, BS JAPAN이 BS디지털 방송 개시 당초부터 시작했다.)
- 2018년 1월 29일 방송 해상도가 1440×1080으로 하락.

## 채널 내역

### 텔레비전 방송
BS141~143ch를 할당받았으며 2014년 3월 새로운 마스터 설비가 가동되면서 멀티 편성이 가능해졌다.
또 임시 방송용으로 144ch도 할당받았지만 사용되지 않고 있다. 리모콘 키 ID는 4.

### 독립 데이터 방송
BS744~746 ch를 할당받았으나 현재는 방송을 실시하지 않고 있다.
BS 744는 뉴스·프로그램 정보·일기 예보, BS745는쌍방향 서비스 채널, BS746는 날씨 정보 채널 이었었다.

### 라디오 방송
RF라디오닛폰이 제작을 담당해 라디오 방송을 방송하고 있었지만 2005년 9월 30일 종료했다.

## 보충서술
- 평일 낮은 거의 텔레비전 홈쇼핑과 지상파 뉴스 프로그램 대역으로 닛테레 NEWS24가 방송되고 있으며 이런 이유로 BS디지털 방송사중 자사제작 프로그램이 적은 편이다.
- 다른 BS디지털 방송국과 비교해 AC 재팬의 CM을 많이 방송하며 최근에는 AC광고 대신 프로그램광고를 빈번히 방송하고 있다.
- 아시아 지역에서 제작된 드라마 및 정보 프로그램을 이른바 한류붐이 도래했을 무렵으로부터 적극적으로 방송하고 있다.